# Pseudacris ornata
Pseudacris ornata är en groddjursart som först beskrevs av John Edwards Holbrook 1836.  Pseudacris ornata ingår i släktet Pseudacris och familjen lövgrodor. IUCN kategoriserar arten globalt som livskraftig. Inga underarter finns listade i Catalogue of Life.